# Província de Foggia
La província de Foggia  és una província que forma part de la regió de la Pulla a Itàlia. La seva capital és Foggia.
Contacta pel nord i l'est amb el mar Adriàtic. A l'oest limita amb el Molise (província de Campobasso) i la Campània (província de Benevent), al sud també amb la Campània (província d'Avellino) i la Basilicata (província de Potenza), i al sud-est amb la província de Barletta-Andria-Trani. Forma part de la província inclou l'arxipèlag de les Tremiti.
Té una àrea de 7.007,54 km², i una població total de 630.625 hab. (2016). Hi ha 61 municipis a la província.